# Howard megye (Maryland)
Howard megye az Amerikai Egyesült Államokban, azon belül Maryland államban található. Megyeszékhelye Ellicott City, legnagyobb városa Columbia. Lakosainak száma 332 317 fő (2020. április 1.). Howard megye Anne Arundel, Baltimore, Carroll, Frederick, Prince George's és Montgomery megyékkel határos.

## Népesség
A megye népességének változása:
| Lakosok száma | 288 479 | 293 628 | 299 356 | 304 580 | 313 414 | 332 317 |
|               | 2010    | 2011    | 2012    | 2013    | 2015    | 2020    |